# 土屋政重
土屋 政重（つちや まさしげ）は、安土桃山時代から江戸時代初期の武士。土屋讃岐守家の第3代当主。

## 生涯
慶長3年（1598年）に土屋政成の子として誕生。慶長16年（1611年）11月18日に14歳で3代将軍徳川家光の小姓となる。その功により下総国葛飾郡、常陸国鹿島郡両郡内において500石を賜る。鹿島郡下は幕末まで継続する武井村（200石）、葛飾郡は現松戸市内の千駄堀村と栗ヶ沢村であったと推測される。のちに御書院番士に昇進し、寛永10年（1633年）2月7日に相模国愛甲郡のうち200石（猿ヶ島村（現・神奈川県厚木市内））を加増され、石高700石となる。寛永20年（1643年）、徳川家綱の御守衆組となり、慶安3年（1650年）9月4日に書院番士に戻る。のちに番を辞して小普請となる。
寛文7年（1667年）、70歳にて没し、西久保大養寺に埋葬され代々葬地とする。

## 知行所
- 相模国愛甲郡200石（現神奈川県厚木市）
- 下総国葛飾郡（現千葉県松戸市）]、常陸国鹿島郡（現茨城県結城市）500石

## 年表
- 1598年 - 誕生
- 1611年 - 3代将軍徳川家光の小姓となる。
- 1633年 - 相模国愛甲郡猿ヶ島村200石追加
- 1643年 - 4代将軍徳川家綱の御守衆組となる。
- 1650年 - 書院番士に戻る。
- 1667年 - 死去